# Juan de Segura
Juan de Segura (Toledo c. 1525 - d. de 1575) fue un escritor español del siglo XVI, perteneciente al Renacimiento. Escribió la famosa novela epistolar Proceso de cartas de amores.

## Biografía
Poco se sabe sobre él; el mismo Marcelino Menéndez Pelayo que estudió su obra no encontró información alguna. Según este crítico y todos los demás que le siguieron (Charles E. Kany, por ejemplo) escribió la primera novela epistolar europea, que es también la última novela sentimental en castellano. El Processo de cartas de amores que entre dos amantes passaron. Publicada en Toledo (1548), fue reimpresa en 1553 en Venecia y Alcalá de Henares, y en Estella en 1562 y 1564; esta última fue una edición censurada y añade "Cartas y coplas para requerir nuevos amores", un manual epistolario que había corrido como pliego suelto desde más o menos 1515. La edición original lleva un prólogo dirigido al "magnífico señor Galeazo Rotulo Osorio", mecenas que Carolina Castillo identifica con un regidor de Toledo, hijo del terrateniente Gaspar Rotulo y de origen italiano a quien también dedicó el mercader de libros Miguel Ferrer en 1548 el segundo libro del Palmerín de Inglaterra; un tal Juan de Segura fue además regidor del pueblo toledano de Villanueva de Alcardete el 1 de diciembre de 1575, muy probablemente el autor. Algunas de las ediciones posteriores añaden materiales de otros autores, como por ejemplo la "Égloga Silviana" de Luis Hurtado de Toledo (c. 1510 - c. 1598). En este prólogo declara el autor la intención de su obra:
Dar el buen ejemplo de las gentes y bien de las repúblicas, so pena de la vida; y aunque el título desta pequeñuela obra sea Cartas de amor, el sabio y prudente lector podrá colegir el último fin del que las escribió, que es dar aviso en que paran los vanos pensamientos de los locos mancebos al cabo de haber toda su vida gastado en dudosos cuidados.
Dice que lo habían importunado para que tradujese esta obra del griego al castellano, lo cual es solo un tópico retórico. El lugar se identifica como Sevilla, y solamente en cartas se cuenta la evolución psicológica de un amor frustrado, porque la pasión mutua nunca llega a consumarse por parte de la intervención de los padres de la dama. Consta de cuarenta cartas entre un caballero anónimo llamado "Captivo", una vez identificado con el propio Juan de Segura, y una dama solo llamada "Servidora", más una "Lamentación" y cuatro cartas buscando y ofreciendo consolación. Las reminiscencias en el texto demuestran que el autor conocía muy bien la edición glosada por Hernán Núñez de Toledo del Laberinto de Fortuna de Juan de Mena (1499). En el Proceso se desarrolla un interesante juego metaepistolar: el amante desesperanzado declara por carta sus infortunados amores a una dama; la decidida oposición de los hermanos de ésta, que rechazan al pretendiente, a pesar de la amistad que los une, obliga a los amantes a planear su huida juntos. Sin embargo, la familia descubre el intento y lleva a la joven a otra ciudad y la encierra en un convento. La única posibilidad de consumar su amor de alguna forma es morir y reunir, si no los cuerpos, al menos los corazones. La forma epistolar permite ahondar en el intimismo psicológico, como evolución natural de la novela sentimental. Los lugares citados en la obra son de Toledo; también los rasgos lingüísticos, aunque pueden ser del impresor. 
Pero también se desarticula el discurso del amor cortés de la novela sentimental mediante la aparición del realismo, pues no en vano habían aparecido por medio las Celestinas. Si por un lado el amor cortés implica divinización de la amada y del sentimiento amoroso y el amor se presenta como absoluto y como pasión incontrolable, la tragedia de los amantes es natural al optar por la muerte ante un obstáculo o la Fortuna. Pero el Proceso carece de este amor ideal: los protagonistas ya fueron amantes hace dos años: el amor absoluto no puede ser repetido y además el amante no procura casarse con la amada, ni le pesa la oposición de los hermanos, ya que lo que realmente desea es disfrutarla corporalmente; por otra parte su amada también se presenta lejana del ideal, ya que su interés se reduce al deseo material tras encerrarse en un convento y el amante mantiene la relación amorosa con las mensajeras enviadas por la amada. Las palabras oscilan entre un sentido y el opuesto y encubren subtexto y deseo escondido en la naturaleza humana; tras seducir a la amada, el amante no le oculta las incidencias amorosas con otras mujeres. Incluso el autor aparece como destinatario de algunas cartas. 
El hombre busca placer sexual y dulzura fingida de amor pasional y la mujer interés económico, pese a lo cual aparece la concepción del amor de raíz neoplatónica y el autor conocía los precedentes españoles del género, Cárcel de amor de (Diego de San Pedro), así como la Fiammeta de Giovanni Boccaccio y la Historia duobus amantibus de Enea Silvio Piccolomini. 
Su Quexa y aviso contra amor, que habitualmente se imprimió con esta obra, se editó también por separado, quizá porque los lectores consideraron que pertenecía a otro género; tiene edición moderna de Joaquín del Val (1956), aunque no crítica; según Marcelino Menéndez Pelayo, "por los nombres de sus personajes podemos titularla Lucindaro y Medusina. Es una extraña mezcla de discursos sentimentales, alegorías confusas y gran copia de aventuras fantásticas, en lo cual se distingue de todos los demás libros de su género, asimilándose mucho más a los de caballerías y aun a las novelas orientales". Desempeña un gran papel la magia y es notable el influjo en esta pieza de la Cárcel de amor de Diego de San Pedro, sobre todo en su final, que calca el de la obra de San Pedro. Frente al realista Processo, la Quexa y aviso es completamente fantástica y anacrónica.
Aunque habría compuesto además un Libro de la instrución christiana (Burgos, 1554) y un Confessionario (1555), Edwin B. Place afirma en su edición de 1950 que estas obras serían de un autor homónimo, Juan López de Segura, y Carolina Castillo Larrea ha terminado de refutar esta suposición, que es fruto de un bulo generado por el bibliógrafo Palau y repetido por la Historia de la literatura de Hurtado y Ángel González Palencia.

## Obras
- Processo de cartas de amores que entre dos amantes passaron y una Quexa y aviso contra Amor, traducido del estilo griego en nuestro pulido castellano, Toledo: Fernando de Santa Catalina, a costa de Diogo Ferrer, 20 de enero de 1548; solo ha subsistido un ejemplar en Viena, al que le faltan hojas y colofón. Tuvo cinco ediciones más: en Venecia, por  Gabriel Giolito de Ferrariis y hermanos, pirata o sin privilegio ni permiso del autor, por el historiador y traductor erasmista extremeño al servicio de Juan Hurtado de Mendoza Alfonso de Ulloa (1553) que añadía variantes y además las Cartas en refranes de Blasco de Garay (más otras dos que no son suyas) y el Diálogo que habla de las condiciones de las mugeres de Cristóbal de Castillejo (íntegro y sin expurgar), de la que se hizo un facsímil en 1956 por la Sociedad de Bibliófilos Españoles; la tercera en Alcalá de Henares: Juan de Mey Flandro, a costa de Juan Thomas librero, 1553, con el título Epistolario o Processo... y además con el añadido de la "Égloga silviana del galardón de amor" de Luis Hurtado de Toledo; la cuarta se hizo en Estella: Adrián Anvers, a costa de Miguel de Suelbes, 1562, y la última fue también en Estella, misma imprenta, 21 de enero de 1564, con el añadido de unas anónimas Cartas y coplas para requerir nuevos amores (c. 1515) que fueron muy reimpresas exentas en pliegos sueltos durante todo el siglo XVI. Aparte de varios facsímiles, hay una edición y traducción al inglés de Edwin B. Place (Evanston: Northwestern University Press, 1950) que consigna las variantes de Venecia; otra de Amezúa y Joaquín de Val (1956), modernizada; otra más moderna de Eugenio Alonso Martín, Pedro Aullón de Haro, Pancracio Celdrán Gomariz y Javier Huerta Calvo (Madrid: El Archipiélago, 1980), que no incluye la Quexa y aviso y completamente superada ya por la edición crítica de Carolina Castillo Larrea (2014).[8]
- Quexa y aviso de un Cavallero llamado Lucindazo contra amor: y la hermosa Medusina, y sus casos. Con deleytoso estilo de proceder hasta fin de ambos. Sacado de estilo griego, en nuestro polido Castellano. Fue traducida al francés por Jacques Vincent en 1554 junto al Flores y Blancaflor, y se reimprimió en francés (Amberes, 1561; Lyon, 1570; Rouen, 1597) Hay edición moderna de Joaquín del Val (1956).
- Libro de instrucción christiana, Burgos, 1554, atribuido
- Confessionario assi vtil para los confessores, y para saberse los penitentes examinar y confessar como para conoscernos en algo, y tomar caucion y auiso, contra vicios y defectos, 1555, atribuido.